# Beauvais
För andra betydelser, se Beauvais (olika betydelser).

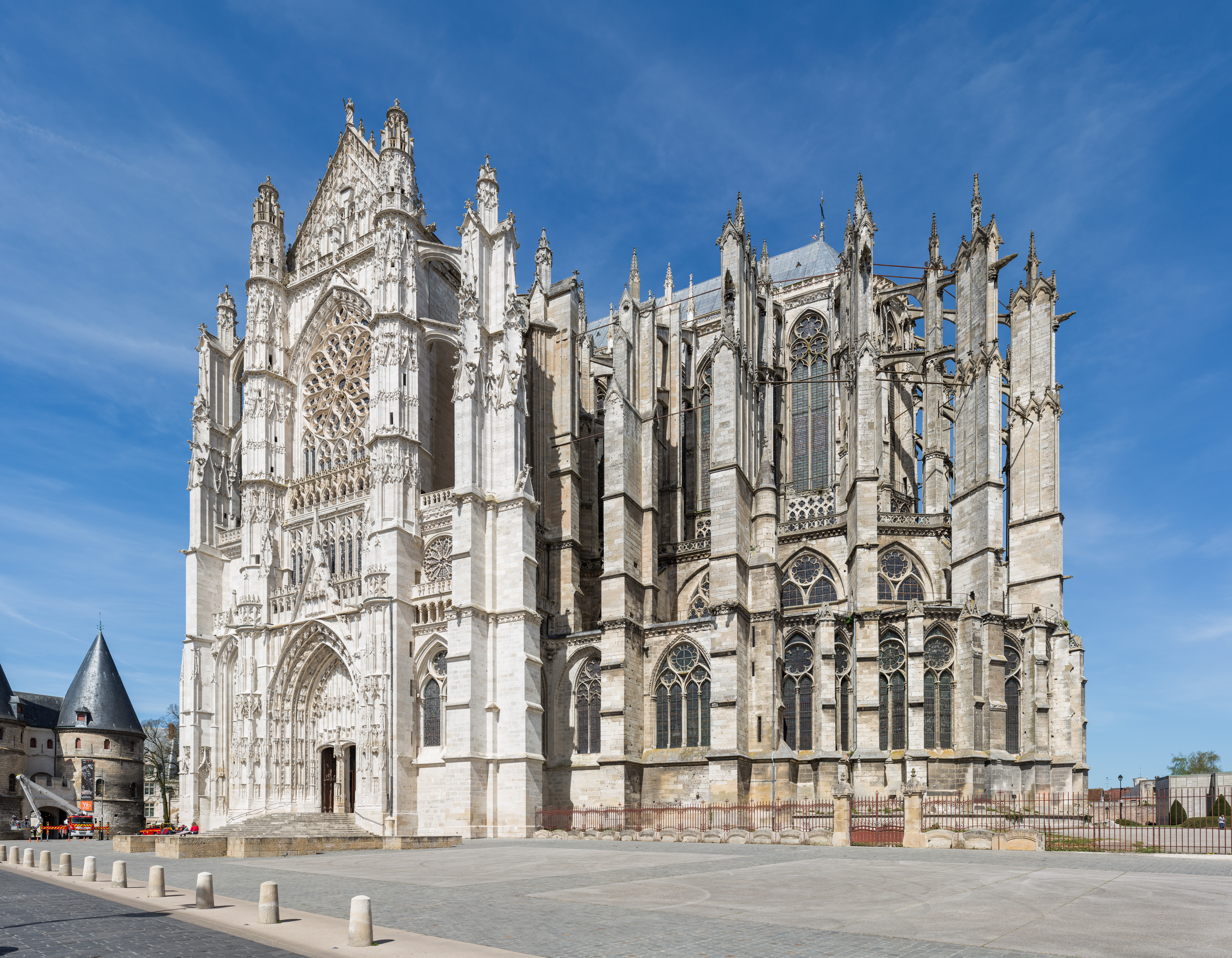
Katedralen i Beauvais

Beauvais är en stad och kommun i norra Frankrike, regionhuvudstad (franska: Préfecture) i departementet Oise. Antalet invånare var 55 906 (2022)  och 100 733 i "Stor-Beauvais" (2007). Fransmännen i Beauvais kallar sig beauvaisiens. Ortnamnet bevarar minnet av bellovakerna, Bellovacos, väster om svessionerna.
Katedralen i Beauvais, Saint-Pierre, började byggas 1225. Man strävade efter att uppföra den dittills högsta gotiska kyrkobyggnaden. Valven byggdes 48 meter höga, men då hade arkitekten gått för långt. Endast absiden återstod sedan koret rasat 1284, och fastän koret återuppbyggdes blev mittskeppet aldrig ens påbörjat. Dagens byggnad består av kor och tvärskepp.
Strax utanför Beauvais ligger Beauvais-Tillé flygplats.

## Befolkningsutveckling
Antalet invånare i kommunen Beauvais
| Referens: INSEE |